# Paris-Corrèze
Paris-Corrèze est une course cycliste française par étapes créée en 2001 sous l'impulsion du champion cycliste Laurent Fignon et du champion automobile corrèzien Max Mamers. Jusqu'en 2006 la course comptait trois étapes. Depuis, l'épreuve n'en compte plus que deux. Elle fait partie de l'UCI Europe Tour en catégorie 2.1. La course présente un parcours assez vallonné dans le Massif central. Elle se termine sur le circuit historique du Bol d'or des Monédières au cœur du Parc naturel régional de Millevaches en Limousin.

## Histoire de la course
La course Paris-Corrèze est créée en 2001, à l'initiative de l'ancien coureur Laurent Fignon et du champion automobile corrèzien Max Mamers, avec le soutien du conseil général de la Corrèze.
La première édition de Paris-Corrèze a lieu à la fin du mois de septembre 2001. Elle comprend trois étapes et figure au calendrier de l'Union cycliste internationale (UCI) en catégorie 2.4. Cela signifie notamment qu'un maximum de 50 % des équipes participantes doivent être des équipes de première division (GSI). 17 équipes participent à cette première édition que remporte le Norvégien Thor Hushovd.
En 2002, la catégorie de courses 2.4 disparaît. Le Paris-Corrèze est de ce fait automatiquement promu en catégorie 2.3, ce qui permet de hausser le seuil de participation d'équipes de première division à 60 %.
En 2005, l'UCI scinde son calendrier international en un calendrier UCI ProTour, rassemblant les courses les plus prestigieuses, et cinq circuits continentaux. Paris-Corrèze fait partie du calendrier de l'UCI Europe Tour. Les courses par étapes y sont réparties en trois catégories, de 2.HC, la plus relevée, à 2.2. Paris-Corrèze est catégorisé 2.1. Les équipes ProTour, ou ProTeam depuis 2011, peuvent y prendre part dans la limite de 50 % des équipes participantes.
En 2006, la course passe de trois à deux étapes.
En 2013, la course n'a pas lieu, à cause d'un budget insuffisant, et n'est plus organisée depuis.

## Palmarès
| Année | Vainqueur            | Deuxième            | Troisième         |
| ----- | -------------------- | ------------------- | ----------------- |
| 2001  | Thor Hushovd         | Saulius Ruškys      | Scott Sunderland  |
| 2002  | Baden Cooke          | Bernhard Eisel      | René Haselbacher  |
| 2003  | Cédric Vasseur       | Christophe Rinero   | Rik Verbrugghe    |
| 2004  | Philippe Gilbert     | Simon Gerrans       | Koen de Kort      |
| 2005  | Frédéric Finot       | Christophe Le Mével | Christophe Rinero |
| 2006  | Didier Rous          | Rémi Pauriol        | Noan Lelarge      |
| 2007  | Edvald Boasson Hagen | Oscar Gatto         | Radoslav Rogina   |
| 2008  | Miyataka Shimizu     | Brice Feillu        | Noan Lelarge      |
| 2009  | Francisco Ventoso    | Freddy Bichot       | Laurent Beuret    |
| 2010  | Mickaël Buffaz       | Gianni Meersman     | Johan Le Bon      |
| 2011  | Samuel Dumoulin      | Bert De Waele       | Thomas Degand     |
| 2012  | Egoitz García        | Guillaume Bonnafond | Johann Tschopp    |